# آلوین میتاش
آلوین میتاش (آلمانی: Alwin Mittasch؛ ۲۷ دسامبر ۱۸۶۹ – ۴ ژوئن ۱۹۵۳) یک شیمی‌دان اهل آلمان بود.